# Corno Zuccone
Il Corno Zuccone - o Corna del Zück - è una montagna della Alpi alta 1.458 m. 

## Caratteristiche
Come la maggior parte delle montagne del suo gruppo, le Prealpi Bergamasche, lo Zuccone è di recente formazione ed è composto da Dolomia Principale. Con la sua forma ad artiglio, domina la Val Taleggio. Dal suo versante occidentale nasce il torrente Chignolo.

## Accesso alla vetta
L'arrampicata verso la vetta è decisamente semplice. Partendo da Reggetto di Vedeseta, non richiede più di un'ora e mezza anche all'escursionista meno allenato. Le sue pareti rocciose sono di grande richiamo per la pratica di esercizi di alpinismo e free climbing. Sulla sommità del Corno Zuccone vi è una scultura in metallo rappresentante la Madonna delle Cime.